# 大阪城公園事件
大阪城公園事件（おおさかじょうこうえんじけん）とは、1972年（昭和47年）4月28日に大阪城公園内にて発生した、極左暴力集団によるリンチ殺人事件である。1987年（昭和62年）に公訴時効が成立し未解決事件となった。

## 概要
極左暴力集団の内ゲバで、革マル派が反帝学評を蹴散らした格好となったが、革マル派メンバーの一人が反帝学評メンバーの集団から棍棒で滅多打ちにされ死亡した。
反帝学評は被害者の死因を「心停止」「心臓麻痺」等と、あくまで偶発的死亡と主張していたが、被害者の体には多数の骨折や出血、アザがあり、警察は殺人事件として捜査したが結局、犯人が見つからぬまま1987年（昭和62年）に公訴時効が成立し事件は迷宮入りとなった。
1972年（昭和47年）には、この他にもマスコミによって大々的に報道された「あさま山荘事件」も発生し、極左暴力集団による一連の陰湿で卑劣な内ゲバリンチ殺人事件によって、若者や学生の間に急速な「左翼離れ」が始まった決定的な1年となった。